# Neftegorsk (Sachalin)
Neftegorsk (russisch Нефтего́рск) war eine Siedlung städtischen Typs in der russischen Oblast Sachalin, die 1995 durch ein Erdbeben völlig zerstört und aufgegeben wurde.

## Geographie
Die Siedlung lag im Norden von Sachalin, etwa 25 km von der Ostküste der Insel zum Ochotskischen Meer und gut 10 km vom Lagunensee Piltun entfernt, am Flüsschen Kadylanji. Sie befand sich knapp 700 km Luftlinie nördlich des Oblastverwaltungszentrums Juschno-Sachalinsk und knapp 70 km südlich der Stadt Ocha, zu deren Stadtkreis (ehemals Rajon) das Territorium heute gehört.
Westlich an der Ortslage führt die Regionalstraße 64N-1 vorbei, die Juschno-Sachalinsk über Poronaisk mit Ocha verbindet.

## Geschichte
Der Ort wurde 1964 als Siedlung für Erdölarbeiter unter dem Namen Wostok (russisch „Osten“) an Stelle einer existierenden temporären Arbeitersiedlung gegründet. 1970 wurde der Status einer Siedlung städtischen Typs verliehen, bei gleichzeitiger Umbenennung in Neftegorsk (von russisch neft für Erdöl). Um 1970 wurden 17 fünfstöckige Plattenbauten errichtet und eine Zweigstrecke von der weiter östlich verlaufenden Hauptstrecke der Schmalspurbahn Nogliki – Ocha (im Betrieb 1953–2006) herangeführt.
Am 28. Mai 1995 um 01:04 Uhr Ortszeit (27. Mai, 13:03:52 UTC) wurde der Norden Sachalins von einem schweren Erdbeben der Magnitude 7,1 Mwb auf der Momenten-Magnituden-Skala bzw. 7,6 MS auf der Oberflächenwellen-Magnituden-Skala erschüttert. Das Epizentrum lag 40 km südsüdwestlich von Neftegorsk, die Tiefe des Bebenherds betrug 11 km. Das Beben zerstörte in Neftegorsk die nicht erdbebensicher gebauten Plattenwohnhäuser, in denen sich zu dieser Zeit fast alle Einwohner aufhielten, vollständig, im Gegensatz zu einigen in anderer Bauart errichteten vorwiegend öffentlichen Gebäuden. 2040 der zu diesem Zeitpunkt knapp 3200 Einwohner kamen ums Leben, 720 wurden verletzt. Damit handelte es sich um eines der folgenschwersten Erdbeben auf dem heutigen Territorium Russlands; lediglich bei einem Beben unweit der Kurilen mit folgenden Tsunamis 1952 gab es mehr Opfer.
Nach dem Beben wurde entschieden, die Siedlung nicht wieder aufzubauen. Die verbliebenen Bewohner wurden überwiegend nach Juschno-Sachalinsk, Ocha und Nogliki, zum Teil auch auf das Festland umgesiedelt. Unweit des Friedhofes, auf dem die Opfer begraben sind, stehen heute eine Gedenkstätte und eine Kapelle.

### Bevölkerungsentwicklung
| Jahr | Einwohner |
| ---- | --------- |
| 1979 | 3974      |
| 1989 | 3507      |
| 1995 | 0         |

Anmerkung: 1979 und 1989 Volkszählungsdaten

## Bildergalerie

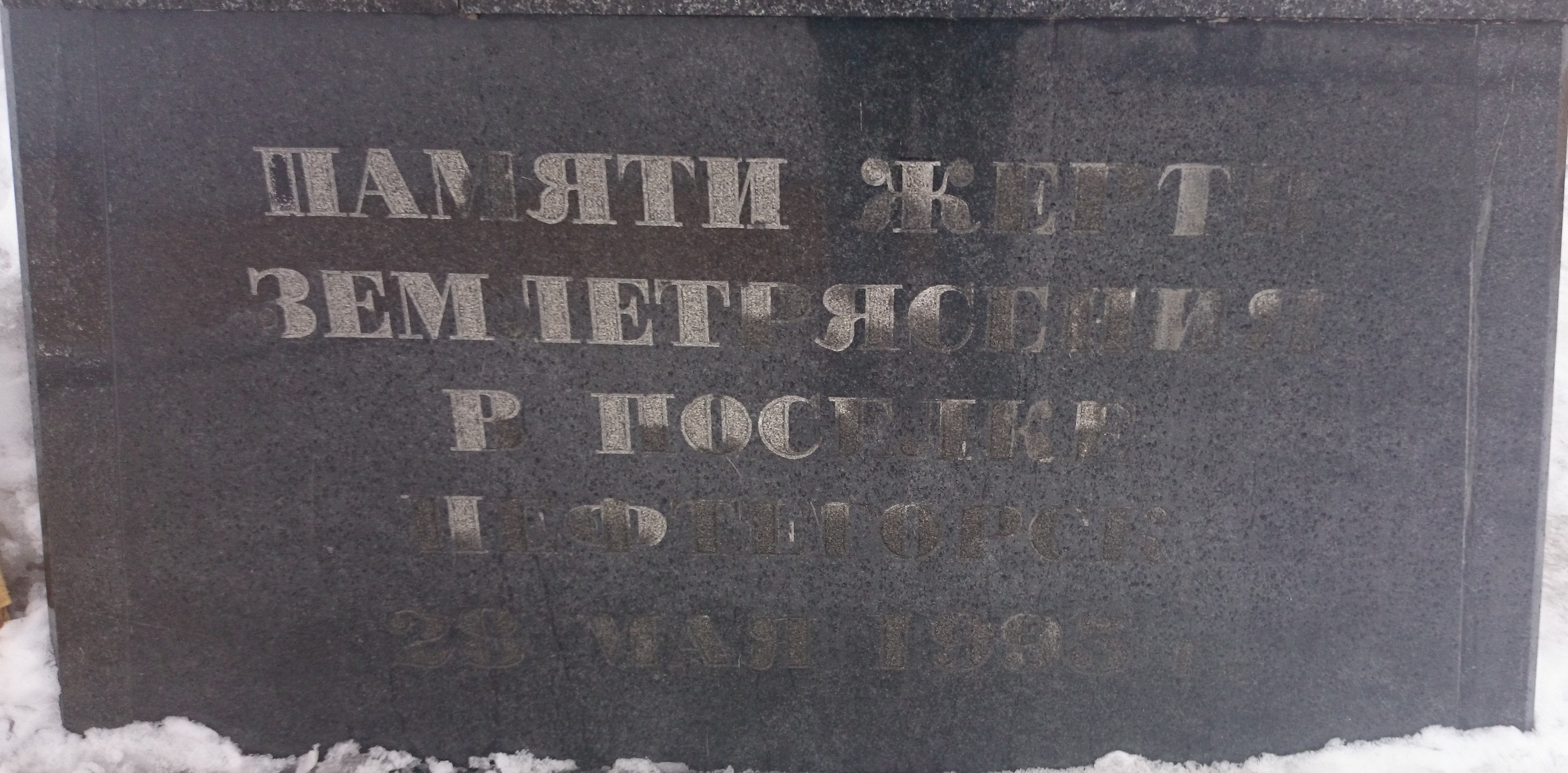
Denkmal für die Erdbebenopfer
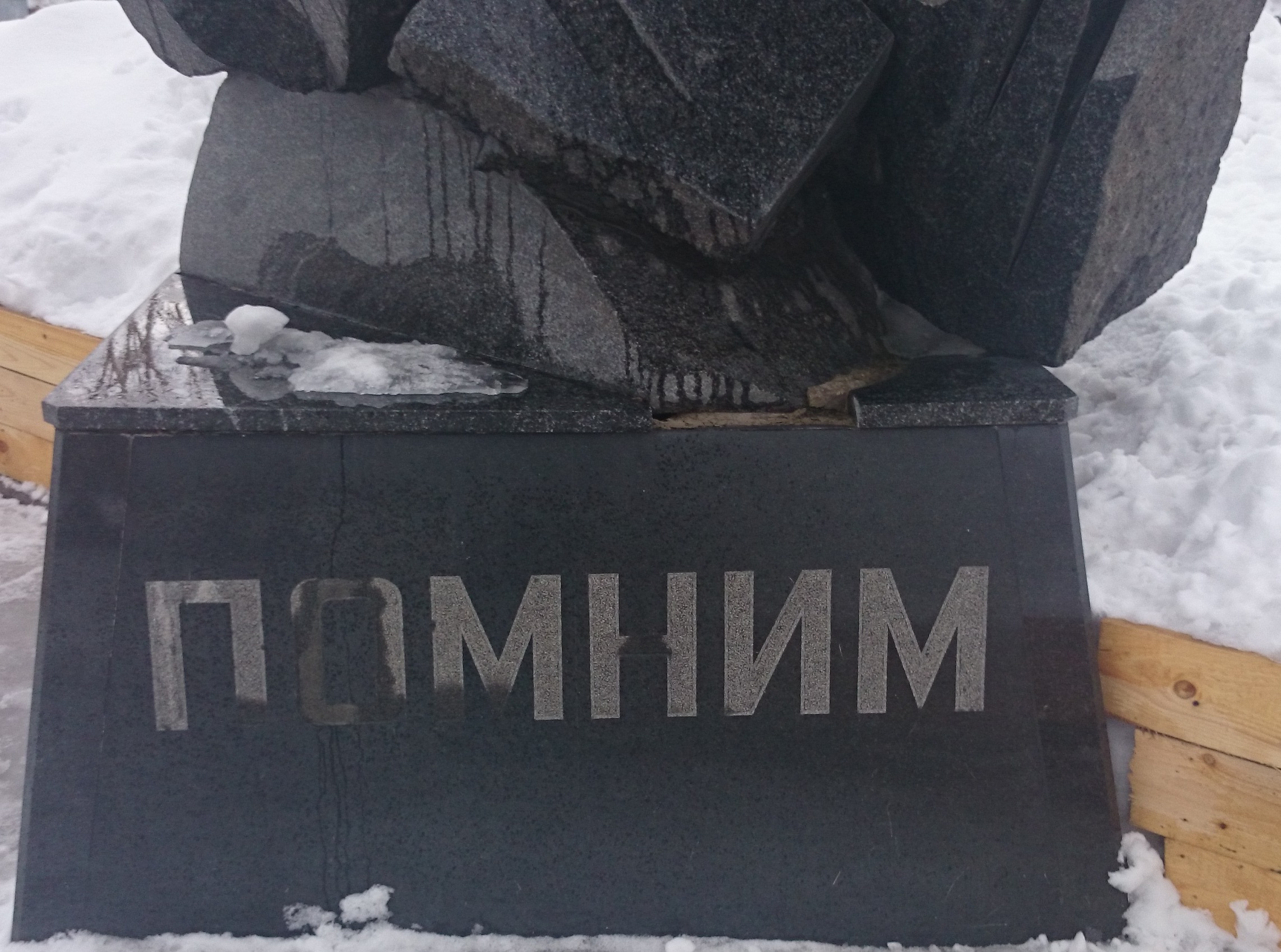
Denkmal für die Erdbebenopfer